# Herta Classen

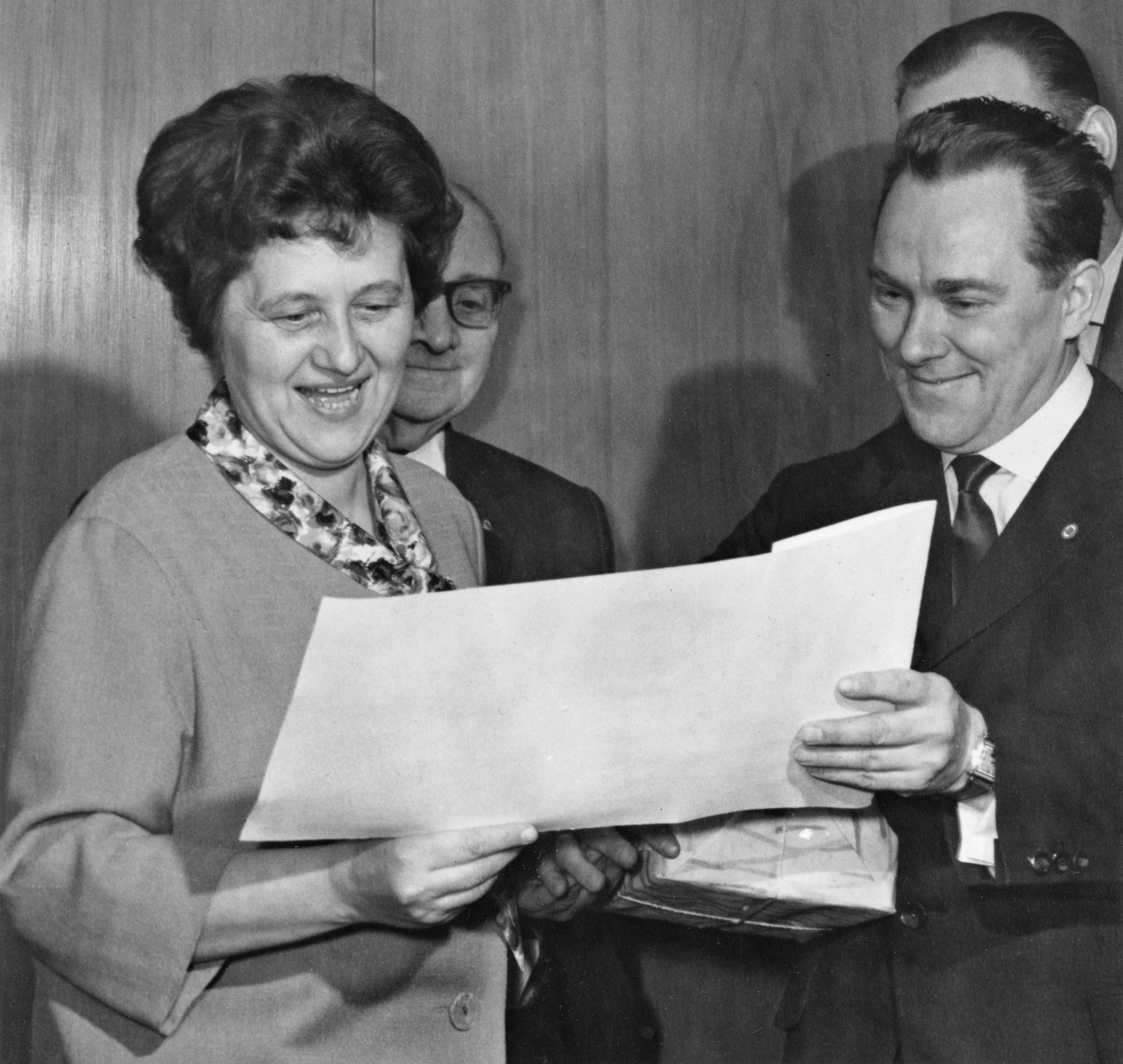
Herta Classen, gemeinsam mit Funktionären der SED.

Herta Classen, geborene Herta Baer, (* 5. März 1913 in Chemnitz; † 17. April 1986 in Berlin) war eine deutsche Journalistin in der DDR. Sie war von 1956 bis 1959 Chefredakteurin des Deutschlandsenders und von 1959 bis 1969 Intendantin des Berliner Rundfunks.

## Leben
Classen, Tochter eines Angestellten, erlernte nach der Volks- und Handelsschule den Beruf der Anwaltsgehilfin, in dem sie bis 1933 tätig war. Anschließend war sie bis 1946 Verkäuferin im Leinehaus Voigt in Pulsnitz in Sachsen.
Nach dem Ende des Zweiten Weltkriegs trat Classen in die Kommunistische Partei Deutschlands (KPD) ein und wurde 1946 Mitglied der Sozialistischen Einheitspartei Deutschlands (SED). 1946 begann sie als Landtagsberichterstatterin für die Sächsische Zeitung ihre journalistische Laufbahn. Von 1948 bis 1953 studierte sie an der Parteihochschule Karl Marx der SED. Von 1949 bis 1951 war sie Pressereferentin des SED-Parteivorstandes, später des Zentralkomitees (ZK) der SED.
Von 1951 bis 1956 war Classen Redakteurin, dann bis 1959 Chefredakteurin des Deutschlandsenders und anschließend bis 1969 Intendantin des Berliner Rundfunks, für den sie bis in die 1980er Jahre als Kommentatorin aktiv war.
Von 1960 bis 1971 war Classen Mitglied der SED-Bezirksleitung Berlin und ab 1961 stellvertretende Vorsitzende des Staatlichen Rundfunkkomitees sowie von 1961 bis 1967 Präsidiumsmitglied des Zentralvorstandes des Verbands der Journalisten der DDR. Zusätzlich war Classen von 1962 bis 1966 stellvertretende Vorsitzende der Freundschaftsgesellschaft DDR-Japan.

## Ehrungen
- 1968 Clara-Zetkin-Medaille (DDR)
- 1963 Vaterländischer Verdienstorden in Bronze (DDR)
- 1973 Vaterländischer Verdienstorden in Silber (DDR)
- 1978 Vaterländischer Verdienstorden in Gold (DDR)
- 1983 Ehrenspange zum Vaterländischen Verdienstorden in Gold

## Schriften
- Nippon zwischen gestern und morgen, 262 Seiten, Verlag Neues Leben (1964)